# Anthodioctes gualanensis
Anthodioctes gualanensis là một loài Hymenoptera trong họ Megachilidae. Loài này được Cockerell mô tả khoa học năm 1912.